# リバダビア (戦艦)

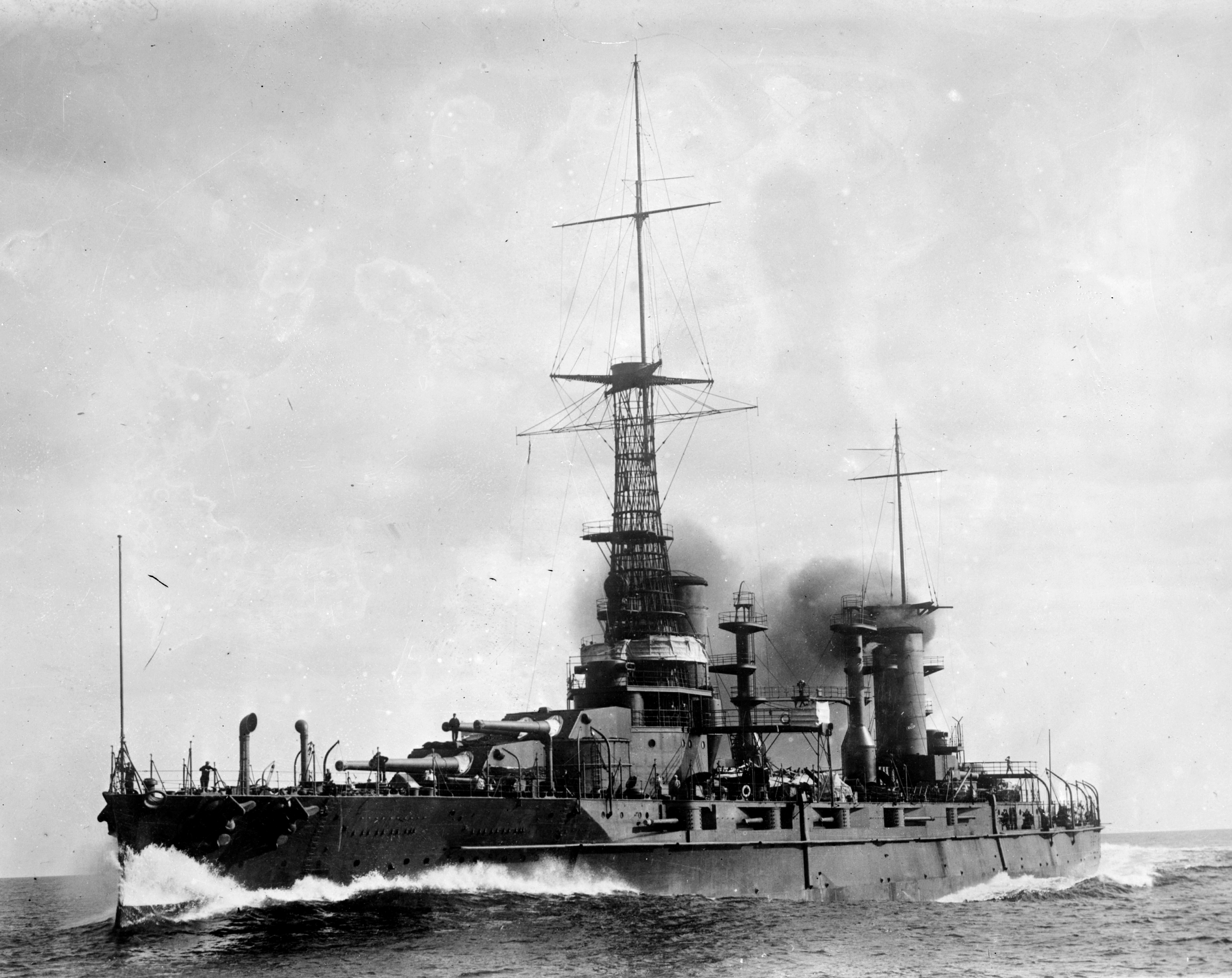
「リバダビア」

リバダビア（ARA Rivadavia）はアルゼンチン海軍の戦艦。リバダビア級戦艦の一番艦である。1914年就役。

## 艦歴
アメリカ合衆国のフォアリバー造船所で建造。1910年5月25日起工。1911年8月26日進水。1914年8月27日にボストンで引き渡され。同日就役。同年12月に完成し、12月23日にニューヨークから出航して1915年2月19日にブエノスアイレスに到着した。
1917年、共産主義者の石油産業労働者によるストライキが起きていったコモドーロ・リバダビアへ派遣された。1918年、アルゼンチンの駐アメリカ大使をアメリカまで運んだ。1920年、マゼラン海溝発見記念式典のためホーン岬へ向かい、12月27日にはバルパライソで国際観艦式に参加した。
1924年から1926年にかけてアメリカで近代化を実施。
1937年、バルパライソ、カヤオを訪問し、それから「モレノ」とともにヨーロッパへ向かう。「リバダビア」はブレスト、ヴィルヘルムスハーフェン、ハンブルクを訪問した。1939年、リオデジャネイロを訪問。1946年、トリニダード、ベネズエラ、コロンビアを訪問。
1957年2月1日除籍。イタリアの会社へ2,280,000ドルで売却され、1959年に曳航されて解体地イタリアへ向かった。